# Verbandmittel
Als Verbandmittel bezeichnet man Materialien, aus denen ein medizinischer Verband hergestellt wird. Sie werden auch als Verbandmaterial oder umgangssprachlich Verband(s)zeug und sind Bestandteil von Verbandkästen. Verbandmittel sind Medizinprodukte mit CE-Kennzeichen. Die Anforderungen an die einzelnen Verbandmittelarten sind in der Regel genormt, in Deutschland etwa durch die DIN, in Österreich durch die ÖNORM (vgl. Einzelartikel).

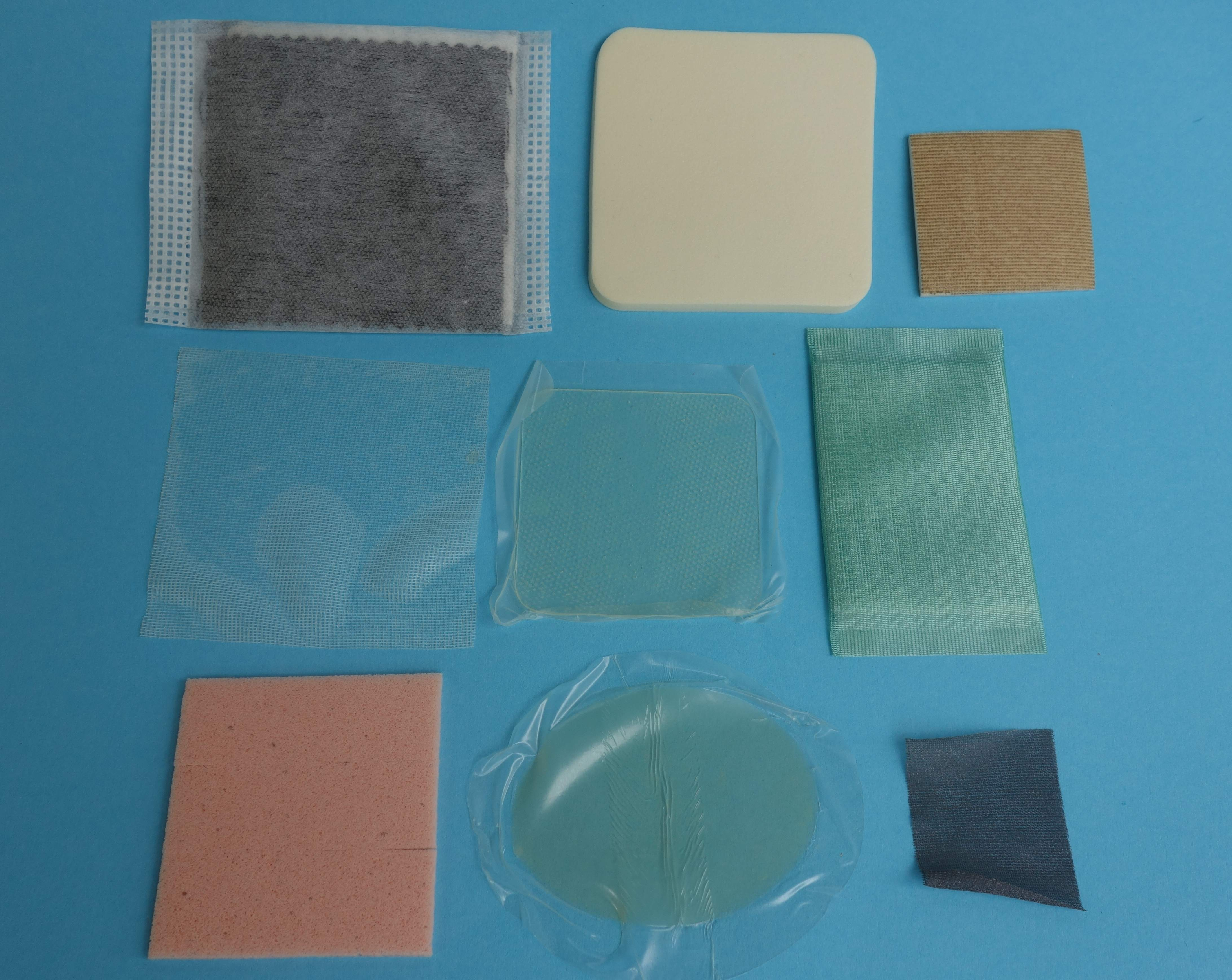
Verbandmittel: Wundauflagen der Modernen Wundversorgung

Laut deutschem BVMed sollen Verbandmittel „… Blutungen stillen, Exsudate aufsaugen, Wunden reinigen, Vor äußeren Einflüssen schützen, die Granulation fördern, ein heilungsförderndes Wundklima schaffen, bewahren oder wiederherstellen, Körperteile stützen, verbinden, umhüllen, komprimieren, Arzneimittel applizieren“ und „Schmerzen verhindern oder lindern“.
Für Deutschland definiert der Gesetzgeber Verbandmittel als Gegenstände, die hauptsächlich oberflächengeschädigte Körperteile bedecken und in solchen Bereichen Körperflüssigkeiten aufnehmen, sowie deren Fixiermaterial. Die Verordnungsfähigkeit besteht auch, wenn ein solches Produkt weitere Wirksamkeiten hat, die allerdings nicht pharmakologischer, immunologischer oder metabolischer Natur sind. Ebenfalls als Verbandmittel gelten Produkte, neben der genannten Aufgaben eine Wunde feucht halten, reinigen, Gerüche binden, antimikrobiell oder metallbeschichtet sind.
Die Änderung der Verbandmitteldefinition nach §31 SGB V wurde im Jahr 2020 rechtskräftig. Bis zum Ablauf einer Übergangsfrist waren zunächst neben Kompressen und Fixiermaterial aber noch alle Produkte erstattungsfähig, die dies auch vor 2017 waren. In einer weiteren Ergänzung (s. u.) wurde der Zeitraum auf den 1. Dezember 2020 verlängert. Hiervon betroffen sind Alginate, Aktivkohle-Produkte, Hydrogele oder Wundauflagen mit Silber oder DACC. Die Übergangsfrist, die ursprünglich 12 Monate betrug, wurde auf Betreiben des Bundesverband Medizintechnologie (BVMed) verlängert. Sie endet am 1. Dezember 2022.
In weiterer Folge lässt sich zwischen sterilem oder zumindest keimarmen Wundauflagen und nicht sterilem Befestigungsmaterial unterscheiden. Ebenfalls existieren jedoch auch gebrauchsfertige, kombinierte Zusammenstellungen von Wundauflage und Befestigungsmaterial. Zum Befestigungsmaterial gehören bandförmige Binden (Mullbinden, Idealbinden, elastische Fixierbinden, Trikotschlauchbinden) und Dreiecktücher. Gebrauchsfertige Zusammenstellungen sind Verbandpäckchen und Wundschnellverband.
Zu den Verbandmitteln gehören auch Produkte der Modernen Wundversorgung, die in erster Linie für eine feuchte Wundheilung sorgen.
Risiken: Durch Verbandmittel ausgelöste Hautirritationen oder Verletzungen werden als Medical adhesive-related skin Injuries (MARSI) bezeichnet. Sie entstehen üblicherweise beim Ablösen der Verbandmittel und gehen auf allergische Reaktionen gegenüber den enthaltenen Klebstoffen, einen unsachgemäßen Umgang mit den Materialien, Mazerationen der Haut im Bereich der Wunde oder Haarbalgentzündungen zurück.